# The White Dove
Pour plus de détails, voir Fiche technique et Distribution.
The White Dove est un film muet américain réalisé par Henry King, sorti en 1920.

## Synopsis
Apprenant d'un de ses amis mourant que sa propre femme, aujourd'hui décédée, lui avait été infidèle, Sylvester Lanyon, ses illusions perdues, coupe tout lien avec son père Matthew et sa fiancée Ella De Fries, la pupille de Matthews, et part pour Londres. Une année passe, et Sylvester apprend qu'Ella doit se marier avec Roderick Usher, un vaurien qui a obtenu le consentement de Matthew Lanyon par chantage. Sylvester contrecarre le mariage en interceptant le faux chèque de Roderick et ordonne à ce dernier de quitter le pays. De retour chez lui avec Ella, Sylvester découvre que Roderick est en fait le fils de Matthew, l'enfant de la femme dont Matthew avait divorcé quand elle était partie avec un autre homme. Réalisant que sa mère, sa femme, sa fiancée et son père avaient tous fauté, Sylvester finit par accepter sa propre humanité et pardonne à Ella.

## Fiche technique
- Titre original : The White Dove
- Réalisation : Henry King
- Scénario : d'après le roman The White Dove de William J. Locke
- Photographie : Victor Milner
- Société de production : Jesse D. Hampton Productions
- Société de distribution : Robertson-Cole Distributing Corporation
- Pays de production :  États-Unis
- Langue : anglais
- Format : Noir et blanc - 35 mm - 1,37:1 - Muet
- Genre : drame
- Durée : 5 ou 6 bobines
- Date de sortie :
  - États-Unis : 28 mars 1920
- Licence : Domaine public

## Distribution
- H. B. Warner : Sylvester Lanyon
- James O. Barrows : Matthew Lanyon
- Clare Adams : Ella De Fries
- Herbert Greenwood : Ebenezer Usher
- Donald MacDonald : Roderick Usher
- Virginia Lee Corbin : Dorothy Lanyon
- Ruth Renick : Constance Lanyon